# Иссык (музей-заповедник)
Государственный историко-культурный заповедник-музей «Иссык» — музей-заповедник находится в городе Есик 50 км к востоку от города Алматы.

## История музея
Музей был образован в 2010 году на магистрали Великого Шелкового пути по инициативе в рамках стратегического национального проекта «Культурное наследие». Расположен музей-заповедник на территории погребения села Иссык размером в 270 га. В 1970 году в одном из погребений (курганов) в ходе раскопок было обнаружено нетронутое захоронение сакского царя. В ходе создания национальных символов Республики Казахстан были использованы элементы украшения одежды «Золотого человека». «Золотой человек» внесен в список 7 чудес Казахстана. Иссыкский золотой человек не единственный в Казахстане. Подобных находок еще 10 по всей стране, но они не столь известны как Иссыкский.
В 2013 году Правительством Республики Казахстан была утверждена территория охранной зоны музея-заповедника в 422,7 га. В неё вошли более 80 сакских курганов могильника Иссык и древние сакские поселения Рахат, Орикты и средневековое городище Талхиз. В фонд музея-заповедника вошли около 3-х тысяч предметов, состоящих в основном из археологических коллекций. Экспозицию расположили в 4-х залах. Основная тематика музея посвещена сакской культуре и Золотому человеку. Целью музея является сохранение и использование историко-культурного наследия, основным объектом которого являются археологические памятники - свыше 80 сакских курганов расположенных на северо-западной окраине г. Есика.